# Schizomavella torquata
Schizomavella torquata är en mossdjursart som beskrevs av Canu och Bassler 1927. Schizomavella torquata ingår i släktet Schizomavella och familjen Bitectiporidae. Inga underarter finns listade i Catalogue of Life.